# Composition des équipes masculines de hockey sur gazon à la Sultan Azlan Shah Cup 2022
Cet article répertorie les équipes de la Sultan Azlan Shah Cup 2022, qui se tiendront à Ipoh, en Malaisie du 1er au 10 novembre 2022.

## Égypte
L'effectif suivant de l'Égypte pour la Sultan Azlan Shah Cup 2022.
Entraîneur :  Zaman Tahir
| Numéro | Joueur                | Date de naissance | Âge | Sélections |
| ------ | --------------------- | ----------------- | --- | ---------- |
| 1      | Mohamed Gamal (GB)    | 21 septembre 1987 | 35  | 49         |
| 4      | Karim Atef            | 24 mars 1992      | 30  | 82         |
| 7      | Ahmed Mohsen          | 12 janvier 1992   | 30  | 36         |
| 9      | Amr Sayed (C)         | 1er février 1986  | 36  | 134        |
| 10     | Ashraf Said           | 27 février 1992   | 30  | 64         |
| 11     | Ahmed Elnaggar        | 9 juin 1988       | 34  | 119        |
| 12     | Mohamed Ragab         | 9 juillet 1994    | 28  | 66         |
| 13     | Mahmoud Mamdouh       | 30 mars 1988      | 34  | 66         |
| 14     | Abdelrahman Elganayni | 1er janvier 2001  | 21  | 0          |
| 18     | Ziad Adel             | 19 octobre 2002   | 20  | 5          |
| 19     | Hamada Atef           | 15 août 1988      | 34  | 94         |
| 20     | Mostafa Ragab         | 23 novembre 1997  | 24  | 18         |
| 21     | Moustafa Tarek        | 3 août 1996       | 26  | 0          |
| 22     | Mohamed Adel          | 14 septembre 1996 | 26  | 24         |
| 25     | Hossam Ghobran        | 1er février 1989  | 33  | 5          |
| 27     | Mohamed Ali           | 7 août 1997       | 25  | 0          |
| 30     | Ismail Ragab          | 23 août 2002      | 20  | 0          |
| 32     | Mohamed Hemid (GB)    | 30 octobre 1996   | 26  | 2          |

## Japon
L'effectif suivant du Japon pour la Sultan Azlan Shah Cup 2022.
Entraîneur :  Akira Takahashi
| Numéro | Joueur                 | Date de naissance | Âge | Sélections |
| ------ | ---------------------- | ----------------- | --- | ---------- |
| 1      | Koji Yamasaki          | 27 février 1996   | 26  | 111        |
| 5      | Seren Tanaka (C)       | 9 novembre 1992   | 29  | 123        |
| 6      | Hiromasa Ochiai        | 9 février 1994    | 28  | 95         |
| 10     | Tsubasa Yamamizu       | 15 juillet 1994   | 28  | 36         |
| 11     | Kenji Kitazato         | 19 mai 1989       | 33  | 169        |
| 12     | Yuma Nagai             | 18 mars 1996      | 26  | 22         |
| 14     | Raiki Fujishima        | 29 décembre 1999  | 22  | 24         |
| 16     | Haruki Ochiai          | 18 avril 1996     | 26  | 13         |
| 17     | Kentaro Fukuda         | 27 juillet 1995   | 27  | 72         |
| 18     | Ryosei Kato            | 19 août 1997      | 25  | 24         |
| 20     | Masaki Ohashi          | 8 mai 1993        | 29  | 114        |
| 22     | Kaito Tanaka           | 1er novembre 1995 | 27  | 59         |
| 23     | Kosei Kawabe           | 20 juin 1999      | 23  | 8          |
| 25     | Shota Yamada           | 21 décembre 1994  | 27  | 115        |
| 27     | Takeshi Chihara (GB)   | 26 août 1993      | 29  | 0          |
| 30     | Takashi Yoshikawa (GB) | 29 novembre 1994  | 27  | 114        |
| 32     | Yoshiki Kirishita      | 27 décembre 1998  | 23  | 75         |
| 33     | Koudai Saeki           | 3 octobre 2004    | 18  | 0          |

## Corée du Sud
L'effectif suivant de la Corée du Sud pour la Sultan Azlan Shah Cup 2022.
Entraîneur :  Shin Seok Kyo
| Numéro | Joueur            | Date de naissance | Âge | Sélections |
| ------ | ----------------- | ----------------- | --- | ---------- |
| 1      | Kim Jaehyeon (GB) | 6 mars 1988       | 34  | 163        |
| 3      | Kim Hyeonhong     | 21 juin 1995      | 27  | 0          |
| 6      | Lee Namyong (C)   | 28 septembre 1983 | 39  | 285        |
| 9      | Kim Junghoo       | 31 décembre 1991  | 30  | 72         |
| 10     | Hwang Taeil       | 31 octobre 1991   | 31  | 80         |
| 11     | Lee Jungjun       | 17 mai 1991       | 31  | 106        |
| 12     | Seo Inwoo         | 1er octobre 1992  | 30  | 47         |
| 13     | Ji Woocheon       | 13 avril 1994     | 28  | 44         |
| 14     | Park Cheoleon     | 2 novembre 1998   | 23  | 6          |
| 15     | Lee Hyeseung      | 22 juin 1999      | 23  | 9          |
| 16     | Kim Jaehan (GB)   | 24 décembre 1998  | 23  | 2          |
| 18     | Kim Sunghyun      | 26 août 1994      | 28  | 14         |
| 19     | Jeong Junwoo      | 2 avril 1993      | 29  | 36         |
| 21     | Lee Seunghoon     | 20 mars 1985      | 37  | 147        |
| 23     | Kim Hyeongjin     | 14 avril 1994     | 28  | 64         |
| 25     | Jang Jonghyun     | 28 mars 1984      | 38  | 300        |
| 27     | Jeon Byungjin     | 11 mars 1990      | 32  | 103        |
| 32     | Lee Juyoung       | 24 décembre 1993  | 28  | 15         |

## Malaisie
L'effectif suivant de la Malaisie pour la Sultan Azlan Shah Cup 2022.
Entraîneur:  Arul Anthoni
| Numéro | Joueur                 | Date de naissance | Âge | Sélections |
| ------ | ---------------------- | ----------------- | --- | ---------- |
| 2      | Najib Hassan           | 20 février 1995   | 27  | 40         |
| 3      | Norsyafiq Sumantri     | 17 juin 1996      | 26  | 75         |
| 8      | Ashran Hamsani         | 20 avril 1995     | 27  | 39         |
| 12     | Muhd Mohd              | 23 mai 1995       | 27  | 0          |
| 13     | Firhan Ashari          | 9 mars 1993       | 29  | 175        |
| 14     | Tengku Rahim           | 24 février 2001   | 21  | 1          |
| 15     | Shello Silverius       | 3 avril 1999      | 23  | 13         |
| 16     | Mohd Mat (GB)          | 18 septembre 1997 | 25  | 0          |
| 17     | Razie Rahim            | 25 août 1987      | 35  | 295        |
| 18     | Faiz Jali              | 18 février 1992   | 30  | 180        |
| 20     | Azuan Hasan            | 16 février 1994   | 28  | 163        |
| 21     | Hafizuddin Othman (GB) | 7 janvier 1992    | 30  | 74         |
| 23     | Kamal Azrai            | 3 octobre 1999    | 23  | 41         |
| 24     | Aiman Rozemi           | 19 juillet 1996   | 26  | 120        |
| 25     | Najmi Jazlan           | 4 avril 1995      | 27  | 91         |
| 27     | Hassan Muhammad        | 23 janvier 1999   | 23  | 9          |
| 28     | Zulpidus Mizun         | 13 juin 1996      | 26  | 15         |
| 29     | Amirul Azahar          | 5 mai 2000        | 22  | 0          |

## Pakistan
L'effectif suivant du Pakistan pour la Sultan Azlan Shah Cup 2022.
Entraîneur:  Siegfried Aikman
| Numéro | Joueur                | Date de naissance | Âge | Sélections |
| ------ | --------------------- | ----------------- | --- | ---------- |
| 1      | Akmal Hussain (GB)    | 25 janvier 1999   | 23  | 10         |
| 2      | Muhammad Abdullah     | 5 novembre 2002   | 19  | 16         |
| 3      | Arbaz Ahmad           | 12 mai 2002       | 20  | 0          |
| 4      | Ahtisham Aslam        | 12 janvier 2002   | 20  | 0          |
| 5      | Sufyan Khan           | 13 mars 2004      | 18  | 0          |
| 6      | Aqeel Ahmad           | 25 décembre 2004  | 17  | 1          |
| 7      | Arshad Liaqat         | 27 mars 2002      | 20  | 0          |
| 8      | Rana Abdul            | 4 février 2000    | 22  | 20         |
| 9      | Shahid Abdul          | 7 septembre 2005  | 17  | 8          |
| 10     | Junaid Manzoor        | 20 janvier 1994   | 28  | 0          |
| 11     | Rooman Khan           | 31 mars 2001      | 21  | 5          |
| 12     | Abdullah Ishtiaq (GB) | 21 mai 2000       | 22  | 5          |
| 13     | Usama Bashir          | 11 mars 1999      | 23  | 0          |
| 14     | Umar Bhutta (C)       | 24 décembre 1992  | 29  | 187        |
| 15     | Muhammad Imran        | 8 octobre 1997    | 25  | 0          |
| 16     | Afraz                 | 10 avril 1999     | 23  | 16         |
| 17     | Muhammad Murtaza      | 1er janvier 2003  | 19  | 0          |
| 18     | Shahzaib Khan         | 20 juillet 2000   | 22  | 0          |

## Afrique du Sud
L'effectif suivant d'Afrique du Sud pour la Sultan Azlan Shah Cup 2022.
Entraîneur:  Garreth Ewing
| Numéro | Joueur                      | Date de naissance | Âge | Sélections |
| ------ | --------------------------- | ----------------- | --- | ---------- |
| 5      | Senzwesihle Ngubane         | 5 août 2001       | 21  | 11         |
| 9      | Bradley Sherwood            | 28 mai 1999       | 23  | 15         |
| 11     | Thabang Modise              | 9 septembre 1996  | 26  | 1          |
| 14     | Estiaan Kriek (GB)          | 7 juin 1995       | 27  | 15         |
| 15     | Melrick Maddocks            | 12 juin 1994      | 28  | 8          |
| 16     | Matthew de Sousa            | 17 mai 1995       | 27  | 29         |
| 19     | Mohamed Mea                 | 23 avril 1992     | 30  | 30         |
| 20     | Clayton Saker               | 23 août 1999      | 23  | 13         |
| 28     | Trevor de Lora              | 21 mars 2000      | 22  | 8          |
| 33     | Jacques van Tonder          | 11 avril 2000     | 22  | 0          |
| 34     | Luthando Jonas              | 6 juin 1994       | 28  | 0          |
| 35     | Connor Beauchamp            | 20 juin 1997      | 25  | 21         |
| 37     | Mark Chong                  | 28 octobre 1998   | 24  | 0          |
| 38     | Fawaaz Kahder               | 20 novembre 2002  | 19  | 0          |
| 39     | Peter Jarvis                | 22 avril 2000     | 22  | 0          |
| 40     | Anton van Loggerenberg (GB) | 21 février 1995   | 27  | 0          |
| 41     | Zenani Kraai                | 5 novembre 2000   | 21  | 0          |
| 42     | Cameron le Forestier        | 4 septembre 2002  | 20  | 0          |